# Referendum w Rwandzie w 2015 roku
Referendum w Rwandzie w 2015 roku – ogólnokrajowe referendum konstytucyjne, które odbyło się w dniu 18 grudnia 2015 roku. Referendum dotyczyło zniesienia ograniczenia liczby kadencji prezydenckich (natychmiast) i skrócenia ich z siedmiu do pięciu lat (począwszy od 2024 roku). W głosowaniu ponad 98% głosujących opowiedziało się za zmianami. Referendum odbyło się z powodu 3,7 mln petycji ws. wprowadzenia tych zmian.
Wcześniej w listopadzie 2015 r. poprawki zostały zaaprobowane przez Senat.
USA potępiły referendum i wezwały prezydenta Paula Kagame, by szanował ograniczenie liczby kadencji. Według władz USA referendum zorganizowano w sposób uniemożliwiający przeprowadzenie publicznej debaty na temat zasadności proponowanych zmian. Referendum skrytykowała także rwandyjska opozycja, uznając je za niedemokratyczne.